# 国家档案馆大楼
国家档案馆大楼（英語：National Archives Building）是美国国家档案和记录管理局总部，位于华盛顿哥伦比亚特区西北区国家广场以北，宾夕法尼亚大道700号。入口分别在宪法大道和宾夕法尼亚大道。美国独立宣言、美国宪法和人权法案的原件都收藏于此。

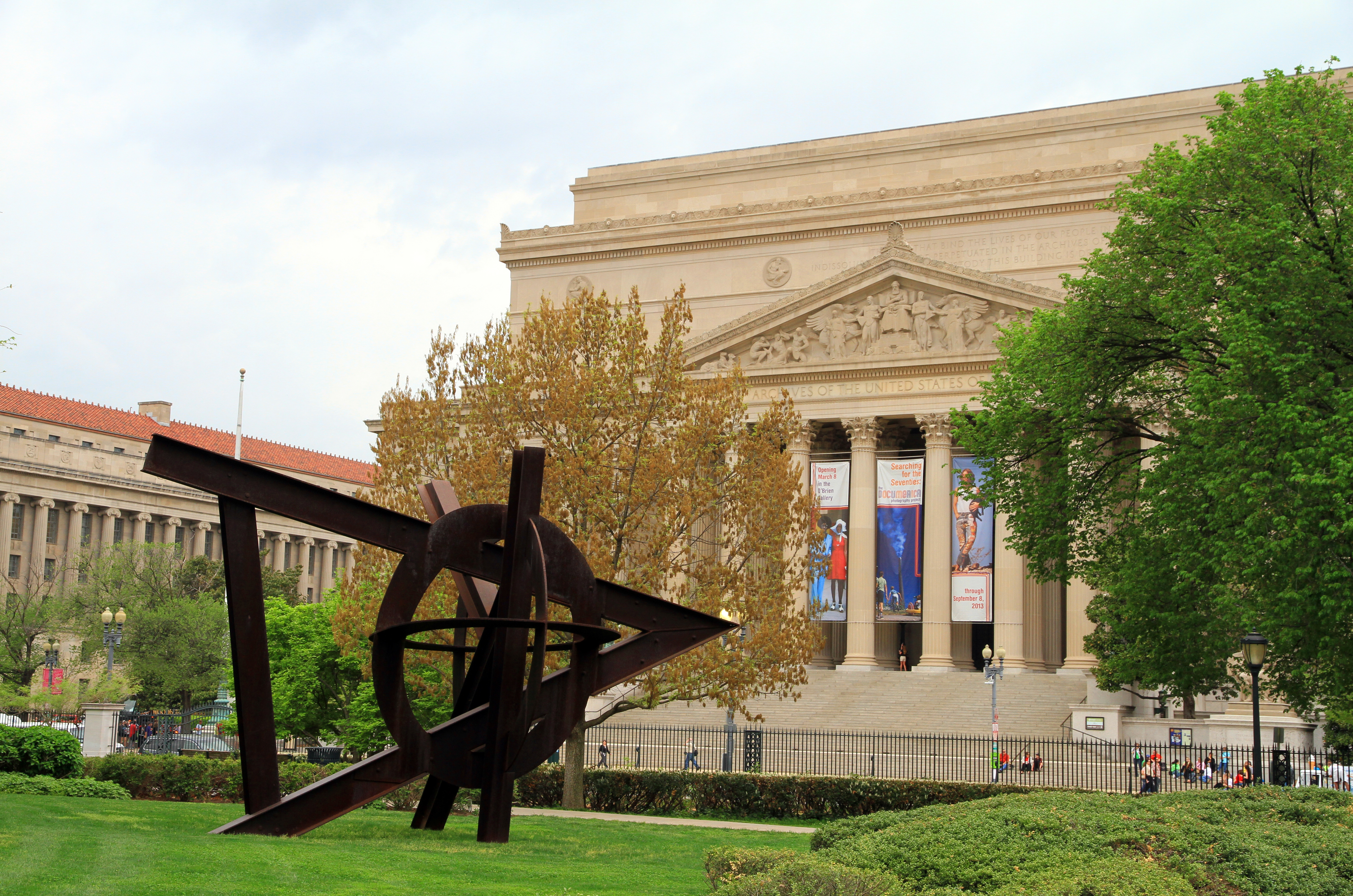

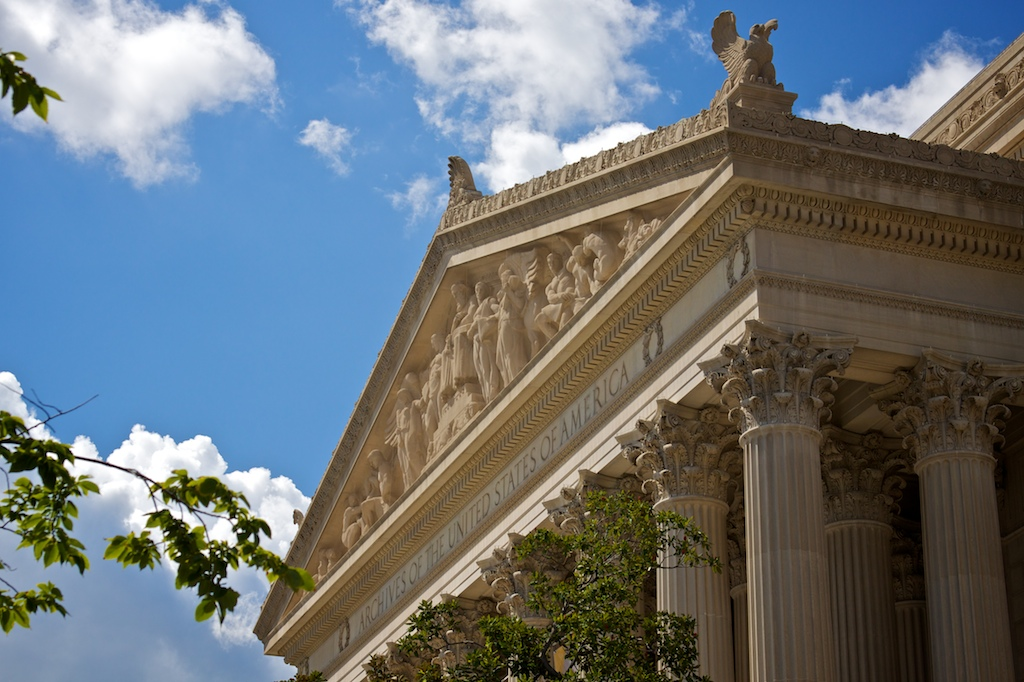

## 历史
1926年，美国国会批准建造国家档案局大楼，作为美化华盛顿市中心的公共建筑之一。1931年9月5日破土动工 ，1933年2月胡佛总统为其奠基。与其他联邦三角的建筑一样，建筑材料也是使用石灰石和花岗岩。

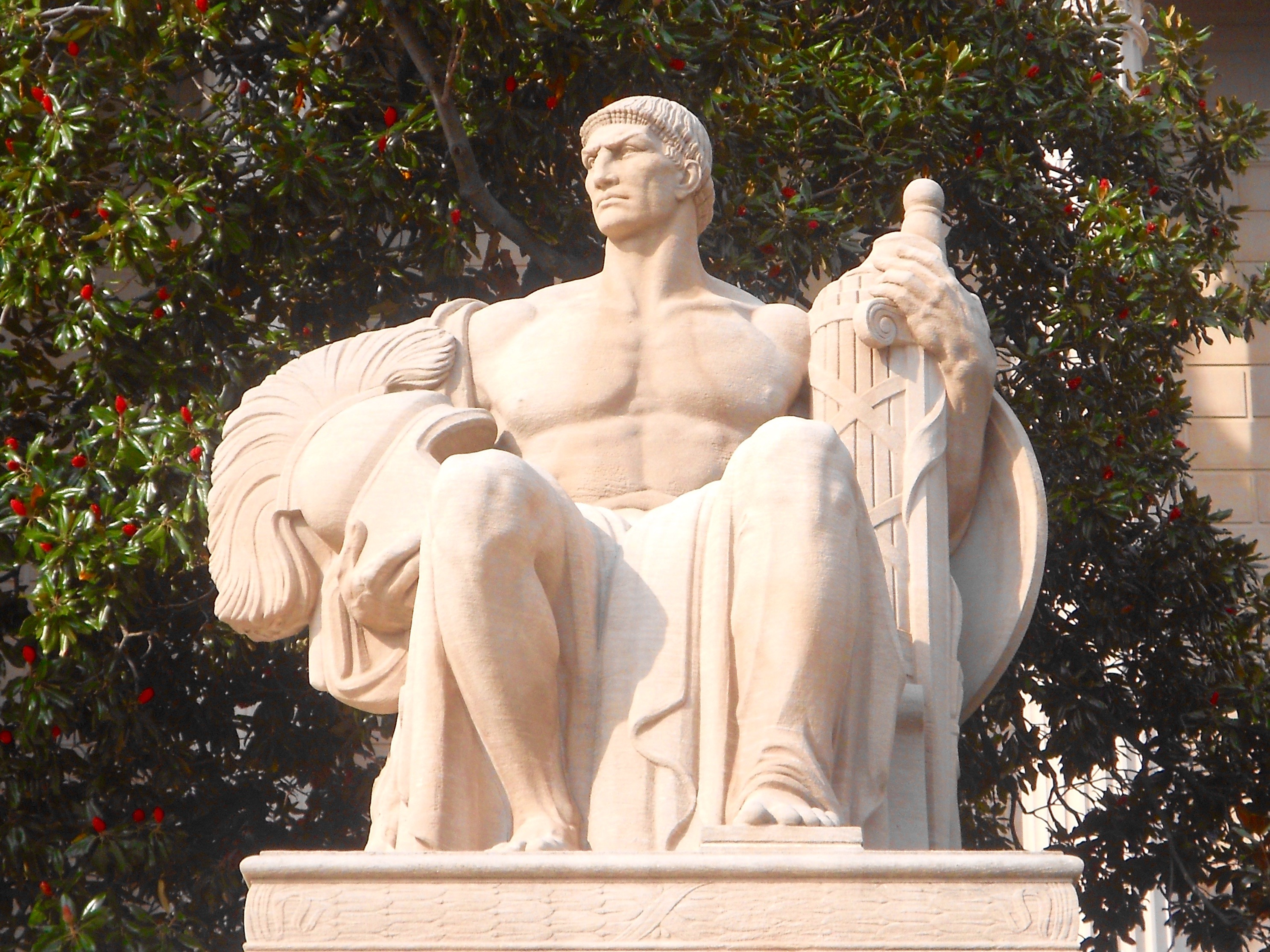

1935年11月，尚未完成的国家档案馆大楼投入使用。1937年建筑完工

## 外部連結
- OpenStreetMap上有關国家档案馆大楼的地理
- http://www.archives.gov/nae/visit/（页面存档备份，存于）
- https://web.archive.org/web/20111018175119/http://www.archives.gov/about/history/building-an-archives/description.html